# Alexandre Astruc
Alexandre Astruc (13. července 1923 Paříž – 19. května 2016 Paříž) byl francouzský filmový teoretik, spisovatel a filmový režisér. 
Proslavil se svou teorií kamery-pera (caméra-stylo), jíž obohatil širší auteurskou teorii. Zhruba říká, že by režisér měl ovládat svou kameru podobně jako spisovatel pero a plně tak vládnout filmovému obrazu. Z jeho filmografie je neznámější jeho celovečerní debut Špatné známosti (Les Mauvaises Rencontres) z roku 1955, za nějž získal cenu pro nejslibnějšího mladého režiséra na festivalu v Benátkách, a který zde byl nominován i na Zlatého lva. Stejné nominace se dočkal i jeho další film, maupassantovská adaptace Láska bez předsudků (Une vie) z roku 1958. Natočil i několik krátkých filmů a byl bojovníkem proti vytlačení krátkého filmu z kin. V roce 1994 se stal prvním nositelem ceny Reného Claira, již uděluje Francouzská akademie.